# Danny Pugh
Daniel "Danny" Adam Pugh (Cheadle Hulme, Inglaterra, 19 de octubre de 1982) es un futbolista inglés, se desempeña como mediocentro y defensa y actualmente juega en el Port Vale de la Football League Two.

## Clubes
| Club                         | País       | Año           |
| ---------------------------- | ---------- | ------------- |
| Manchester United FC         | Inglaterra | 2002 - 2004   |
| Leeds United FC              | Inglaterra | 2004 - 2006   |
| Preston North End            | Inglaterra | 2006 - 2008   |
| Stoke City FC (Cesión)       | Inglaterra | 2008-2012     |
| Stoke City FC                | Inglaterra | 2008-2012     |
| Preston North End (Cesión)   | Inglaterra | 2010          |
| Leeds United (Cesión)        | Inglaterra | 2011-2012     |
| Leeds United                 | Inglaterra | 2012-2014     |
| Sheffield Wednesday (Cesión) | Inglaterra | 2013          |
| Coventry City                | Inglaterra | 2014-2015     |
| Bury                         | Inglaterra | 2015-2016     |
| Blackpool                    | Inglaterra | 2016-2017     |
| Port Vale                    | Inglaterra | 2017-presente |